# République tchèque aux Jeux olympiques d'hiver de 2018
La République tchèque participe aux Jeux olympiques d'hiver de 2018 à Pyeongchang en Corée du Sud du 9 au 25 février 2018. Il s'agit de sa septième participation à des Jeux d'hiver.

## Participation
Aux Jeux olympiques d'hiver de 2018, les athlètes de l'équipe de République tchèque participent aux épreuves suivantes : 
| Sport                                | Hommes | Femmes | Total |
| ------------------------------------ | ------ | ------ | ----- |
| Ski alpin                            | 5      | 4      | 9     |
| Biathlon                             | 5      | 6      | 11    |
| Bobsleigh                            | 8      | 0      | 8     |
| Ski de fond                          | 5      | 5      | 10    |
| Patinage artistique                  | 3      | 2      | 5     |
| Ski acrobatique                      | 0      | 1      | 1     |
| Hockey sur glace                     | 25     | 0      | 25    |
| Luge                                 | 5      | 1      | 6     |
| Combiné nordique                     | 4      | 0      | 4     |
| Patinage de vitesse sur piste courte | 0      | 1      | 1     |
| Saut à ski                           | 5      | 0      | 5     |
| Snowboard                            | 2      | 5      | 7     |
| Patinage de vitesse                  | 0      | 3      | 3     |
| Total                                | 67     | 28     | 95    |

## Médailles
| Sport                  | Discipline                    | Athlète(s)        | Performance       | Date              |
| Médaille d'or : 2      | Médaille d'or : 2             | Médaille d'or : 2 | Médaille d'or : 2 | Médaille d'or : 2 |
| ---------------------- | ----------------------------- | ----------------- | ----------------- | ----------------- |
| Ski alpin              | Super-G femmes                | Ester Ledecká     | 1 min 21 s 11     | 17 février        |
| Snowboard              | Slalom géant parallèle femmes | Ester Ledecká     | 1 min 28 s 90     | 24 février        |
| Médaille d’argent : 2  |                               |                   |                   |                   |
| Biathlon               | Sprint hommes                 | Michal Krčmář     | 23 min 43 s 2     | 11 février        |
| Patinage de vitesse    | 5 000 mètres femmes           | Martina Sablikova | 6 min 51 s 85     | 16 février        |
| Médaille de bronze : 3 |                               |                   |                   |                   |
| Biathlon               | Sprint femmes                 | Veronika Vítková  | 21 min 32 s 0     | 10 février        |
| Patinage de vitesse    | 500 mètres femmes             | Karolina Erbanova | 37 s 34           | 18 février        |
| Snowboard              | Cross femmes                  | Eva Samkova       | 3e                | 16 février        |

| Sport               | Médaille d'or, Jeux olympiques | Médaille d'argent, Jeux olympiques | Médaille de bronze, Jeux olympiques | Total |
| ------------------- | ------------------------------ | ---------------------------------- | ----------------------------------- | ----- |
| Biathlon            | 0                              | 1                                  | 1                                   | 2     |
| Patinage de vitesse | 0                              | 1                                  | 1                                   | 2     |
| Ski alpin           | 1                              | 0                                  | 0                                   | 1     |
| Snowboard           | 1                              | 0                                  | 1                                   | 2     |

| Jour     | Date       | Médaille d'or, Jeux olympiques | Médaille d'argent, Jeux olympiques | Médaille de bronze, Jeux olympiques | Total |
| -------- | ---------- | ------------------------------ | ---------------------------------- | ----------------------------------- | ----- |
| 1er jour | 8 février  | —                              | —                                  | —                                   | —     |
| 2e jour  | 9 février  | —                              | —                                  | —                                   | —     |
| 3e jour  | 10 février | 0                              | 0                                  | 1                                   | 1     |
| 4e jour  | 11 février | 0                              | 1                                  | 0                                   | 1     |
| 5e jour  | 12 février | 0                              | 0                                  | 0                                   | 0     |
| 6e jour  | 13 février | 0                              | 0                                  | 0                                   | 0     |
| 7e jour  | 14 février | 0                              | 0                                  | 0                                   | 0     |
| 8e jour  | 15 février | 0                              | 0                                  | 0                                   | 0     |
| 9e jour  | 16 février | 0                              | 1                                  | 1                                   | 2     |
| 10e jour | 17 février | 1                              | 0                                  | 0                                   | 1     |
| 11e jour | 18 février | 0                              | 0                                  | 1                                   | 1     |
| 12e jour | 19 février | 0                              | 0                                  | 0                                   | 0     |
| 13e jour | 20 février | 0                              | 0                                  | 0                                   | 0     |
| 14e jour | 21 février | 0                              | 0                                  | 0                                   | 0     |
| 15e jour | 22 février | 0                              | 0                                  | 0                                   | 0     |
| 16e jour | 23 février | 0                              | 0                                  | 0                                   | 0     |
| 17e jour | 24 février | 1                              | 0                                  | 0                                   | 1     |
| 18e jour | 25 février |                                |                                    |                                     |       |
| Total    | Total      | 2                              | 2                                  | 3                                   | 7     |